# Sheik Umar Khan
Sheik Umar Khan (Sierra Leone, 6 de març de 1975 - Sierra Leone, 29 de juliol de 2014) fou un metge viròleg de Sierra Leone, doctor en cap que va participar en la lluita contra el brot d'Ebola a l'Àfrica de l'oest de 2014 al seu país abans de morir de la mateixa malaltia.
Va tractar més de 100 pacients que patien la malaltia abans de morir víctima del mateix virus. Fou reconegut com a "heroi nacional" pel ministre de sanitat de Sierra Leone.
El Dr. Khan va estudiar al Col·legi de Medicina i Ciències de la Salut de la Universitat de Sierra Leone. Es va graduar en medicina el 2001 i es va especialitzar en medicina tropical i malalties infeccioses. Fins al 2005 va treballar pel Ministeri de Sanitat i Salut de Sierra Leone i va promoure el programa contra la febre de Lassa a Kenema. Entre el 2010 i el 2013 va exercir de metge en residència a l'Hospital de Korle-Bu, a Accra, Ghana.
Fou el cap del programa de la febre de Lassa de l'Hospital Governamental de Kenema, ciutat situada a 300 km a l'est de la capital, Freetown, una zona que patia l'índex més alt d'afectació d'aquesta malaltia en el món. Com que el virus de l'Ebola també provoca una febre hemorràgica, igual que la febre de Lassa, això el va convertir en un expert en aquesta malaltia en el seu país. Durant la seva estada a l'hospital de Kenema el D. Khan també treballà com a metge i consultor de la Missió de les Nacions Unides a Sierra Leone especialitzada en la febre de Lassa (UNAMSIL). També va treballar a l'Hospital Connaught de Freetown com a consultor per a donar resposta a la crisi de la febre hemorràgica de l'Ebola. Fou Lector associat al Departament de Medicina de l'Hospital de Sierra Leone en el que va cursar el seu doctorat.
Va morir de febre hemorràgica d'Ebola el 29 de juliol de 2014 després que fou traslladat a un hospital de Metges sense Fronteres. El president de Sierra Leone, Ernest Bai Koroma, va visitar el seu centre de tractament la setmana posterior a la seva mort.